# Lac Parker Pass
Le lac Parker Pass (en anglais : Parker Pass Lake) est un lac américain dans le comté de Tuolumne, en Californie. Il est situé à 3 336 mètres d'altitude au sein de la Yosemite Wilderness, dans le parc national de Yosemite.